# Jason Elam
Jason Elam (Forth Walton Beach, 8 marzo 1970) è un ex giocatore di football americano statunitense che ha giocato per quattordici anni con i Denver Broncos della National Football League (NFL), vincendo due Super Bowl nel 1997 e nel 1998, prima di concludere la carriera con gli Atlanta Falcons.

## Carriera professionistica

### Denver Broncos
Al debutto come rookie stagione 1993 con i Broncos ha giocato 16 partite realizzando 26 su 35 field goal di cui uno bloccato con il più lungo di 54 yard, 41 su 42 extra point di cui uno bloccato, 84 kickoff per 5060 yard di cui usciti fuori dal campo di gioco, 20 in touchback e 62 ritornati.
Nel 2º anno "stagione 1994" ha giocato 16 partite realizzando 30 su 37 field goal di cui uno bloccato con il più lungo di 54 yard, 29 su 29 extra point, 81 kick off per 5053 yard con 2 usciti fuori dal campo di gioco, 7 in touchback e 70 ritornati.
Nel 3º anno "stagione 1995" ha giocato 16 partite realizzando 31 su 38 field goal con il più lungo di 56 yard, 39 su 39 extra point, un punt di 17 yard tra l'altro finito nelle 20 yard avversarie, 87 kick off per 5338 yard di cui uno uscito fuori dal campo di gioco, 8 in touchback, 77 ritornati con 2 touchdown.
Nel 4º anno "stagione 1996" ha giocato 16 partite realizzando 21 su 28 field goal con il più lungo di 51 yard, 46 su 46 extra point, 84 kick off per 5518 yard con 8 finiti in toucback e 76 ritornati con un touchdown.
Nel 5º anno "stagione 1997" ha giocato 15 partite realizzando 26 su 36 field goal di cui 2 bloccati con il più lungo di 53 yard, 46 su 46 extra point, 87 kick off per 5727 yard con 8 finiti in touchback e 79 ritornati. Vince il Super Bowl XXXII.
Nel 6º anno "stagione 1998" ha giocato 16 partite realizzando 23 su 27 field goal di cui uno bloccato con il più lungo di 63 yard"record personale", 58 su 58 extra point"record personale", 97 kick off per 6338 yard"record personale" con 11 in touchback e 86 ritornati. Vince il Super Bowl XXXIII.
Nel 7º anno "stagione 1999" ha giocato 16 partite realizzando 29 su 36 field goal di cui uno bloccato con il più lungo di 55 yard, 29 su 29 extra point, 74 kick off per 4588 yard con 3 in touchback e 70 ritornati.
Nell'8º anno "stagione 2000" ha giocato 13 partite realizzando 18 su 24 field goal con il più lungo di 53 yard, 49 su 49 extra point, 35 kick off per 2136 yard di cui 35 ritornati con un touchdown.
Nel 9º anno "stagione 2001" ha giocato 16 partite realizzando 31 su 36 field goal di cui uno bloccato con il più lungo di 50 yard, 31 su 31 extra point, 82 kick off per 5165 yard di cui uno uscito fuori dal campo di gioco, 10 in touchback e 69 ritornati con un touchdown ed un tackle.
Nel 10º anno "stagione 2002" ha giocato 16 partite realizzando 26 su 36 field goal di cui uno bloccato con il più lungo di 55 yard, 42 su 43 extra point, 44 kick off per 2775 yard di cui uno in touchback e 43 ritornati, ed infine un tackle.
Nell'11º anno "stagione 2003" ha giocato 16 partite realizzando 27 su 31 field goal con il più lungo di 51 yard, 39 su 39 extra point.
Nel 12º anno "stagione 2004" ha giocato 16 partite realizzando 29 su 34 field goal di cui uno bloccato con il più lungo di 52 yard, 42 su 42 extra point, un kick off per 18 yard che poi è stato ritornato.
Nel 13º anno "stagione 2005" ha giocato 16 partite realizzando 24 su 32 field goal di cui uno bloccato con il più lungo di 51 yard, 43 su 44 extra point, un kick off per 54 yard che poi è stato ritornato.
Nel 14º anno "stagione 2006" ha giocato 16 partite realizzando 27 su 29 field goal con il più lungo di 51 yard, 34 su 34 extra point e una corsa per 2 yard.
Nel 15º anno "stagione 2007" ha giocato 16 partite realizzando 27 su 31 field goal con il più lungo di 50 yard, 33 su 33 extra point, un punt per 31 yard che è finito nelle 20 yard avversarie.

### Atlanta Falcons
Nel 16º anno "stagione 2008" passa ai Falcons e gioca 16 partite realizzando 29 su 31 field goal con il più lungo di 50 yard e 42 su 42 extra point. Si ritira dopo la fine della stagione 2009.

## Palmarès

### Franchigia
- Super Bowl : 2

Denver Broncos: XXXII, XXXIII

### Individuale
- Convocazioni al Pro Bowl: 3

1995, 1998, 2001
- PFWA All-Rookie Team - 1993
- Giocatore degli special team del mese: 1

novembre 2001
- Formazione ideale del 50º anniversario dei Denver Broncos